# Saint-Ennemond
Saint-Ennemond – miejscowość i gmina we Francji, w regionie Owernia-Rodan-Alpy, w departamencie Allier.

## Demografia
Według danych na rok 1990 gminę zamieszkiwało 649 osób, a gęstość zaludnienia wynosiła 17 osób/km². W styczniu 2015 r. Saint-Ennemond zamieszkiwało 661 osób, przy gęstości zaludnienia wynoszącej 17,3 osób/km².